# نسروخ

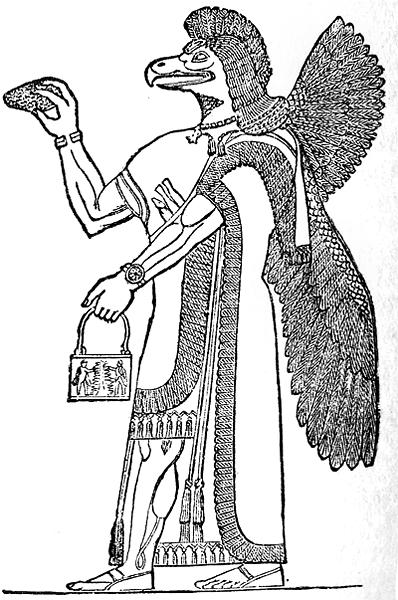
Nisroch

نسروخ هو إله آشوري، ذكر في الكتاب المقدس أن الملك سنحاريب كان في معبده وقتل حينها من قبل إبنيه أدرملك وشراصر، ذكر أيضاً من قبل يوسيفوس فلافيوس وهيرودوت باسم أراسكي وذكر أنه إله الزراعة.